# Aske (navn)
 For alternative betydninger, se Aske. (Se også artikler, som begynder med Aske)
Aske er et drengenavn, der formodentlig stammer fra oldnordisk og svarer til træet ask. Navnet forekommer også i formen Ask.

## Kendte personer med navnet
- Aske Bentzon, dansk musiker og skuespiller ("Aske" i Bamses Billedbog).
- Aske Jacoby, dansk musiker.
- Aske Zidore, dansk komponist og billedkunstner.

## Navnet anvendt i fiktion
- "Aske" er navnet på en figur i Bamses Billedbog.

## Andre anvendelser
- Ask er ifølge nordisk mytologi en af de to første mennesker i verden.